# 东关街道 (天水市)
东关街道，是中华人民共和国甘肃省天水市秦州区下辖的一个乡镇级行政单位。

## 行政区划
东关街道下辖以下地区：
尚义巷社区、十方堂社区、仁和里社区、忠武巷社区和盛源社区。